# Carl Ladenburg

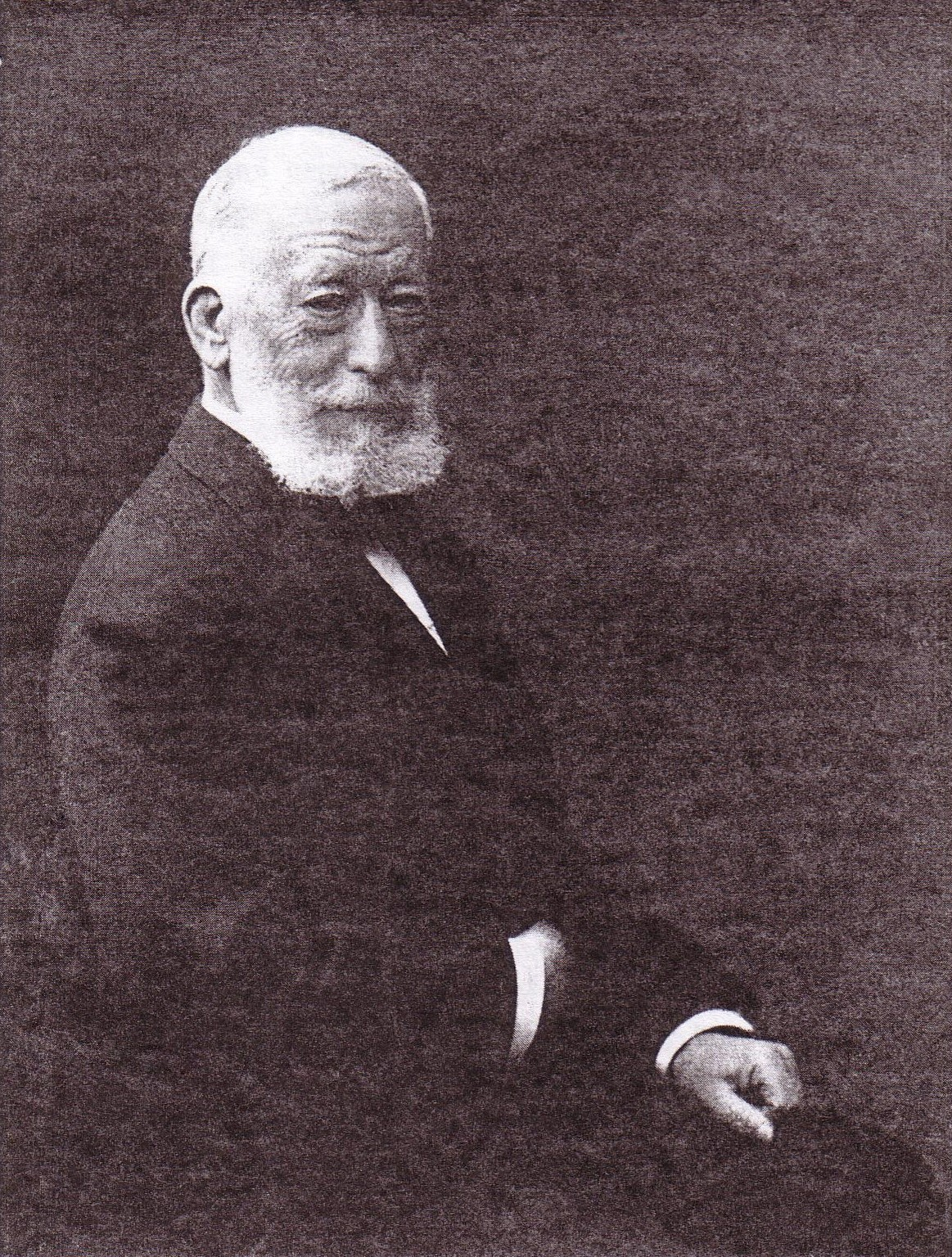
Carl Ladenburg, Ehrenbürger der Stadt Mannheim

Carl Ladenburg (* 19. Juni 1827 in Mannheim; † 4. Oktober 1909 ebenda) war Bankier und Inhaber des Bankhauses W. H. Ladenburg & Söhne in dritter Generation, Mitglied des badischen Landtags, Ehrenbürger der Stadt Mannheim, Geheimer Kommerzienrat und k.u.k. österreichisch-ungarischer Konsul (1874–1909).

## Familie
Ladenburg entstammte einer bekannten jüdischen Familie Mannheims (siehe auch: Jüdisches Leben in Mannheim) und war der älteste Sohn des Mannheimer Bankiers Seligmann Ladenburg (1797–1873), Geschäftsführender Gesellschafter des Bankhauses W. H. Ladenburg & Söhne, und der Kaufmannstochter Julie Goldschmidt (1800–1859) aus Kassel.
Er heiratete am 11. Mai 1859 Ida Goldschmidt (* 16. Dezember 1840 in Kassel; † 10. November 1928 in Mannheim), die Tochter des Kaufmanns Siegmund Goldschmidt (1805–1868), Mitinhaber der Firma Gebr. Goldschmidt Indigo- u. Farbwarenhandlung in Kassel, und der Wilhelmine Büding (1815–1894), deren Großvater der Bankhaus-Gründer Moses Büding in Kassel war. Ida Ladenburg zeichnete sich in Mannheim durch ehrenamtliche Tätigkeit aus: Sie war seit 1904 Präsidentin des Badischen Frauenvereins, Zweigverein Mannheim, und viele Jahre lang Präsidentin des Dienstbotenvereins.
Ladenburgs Tochter, die Frauenrechtlerin Julie Ladenburg heiratete 1881 den Rechtsanwalt Ernst Bassermann (1854–1917), den späteren Vorsitzenden der Nationalliberalen Partei und Mitglied des deutschen Reichstags.
Sein Großvater war Wolf Hajum Ladenburg (1766–1851), der Gründer des Bankhauses Ladenburg in Mannheim.

## Leben
Ladenburg trat nach dem Besuch der Bürgerschule schon 1843 im Alter von 16 Jahren in das elterliche Bankhaus ein. In den Jahren 1850–1853 war er in Paris und London tätig und widmete sich dann intensiv dem elterlichen Bankhaus. Mit seiner Hochzeit (1859) wurde er Teilhaber. Nach dem Ausscheiden seines Vaters wurde er Geschäftsführender Gesellschafter des Bankhauses.

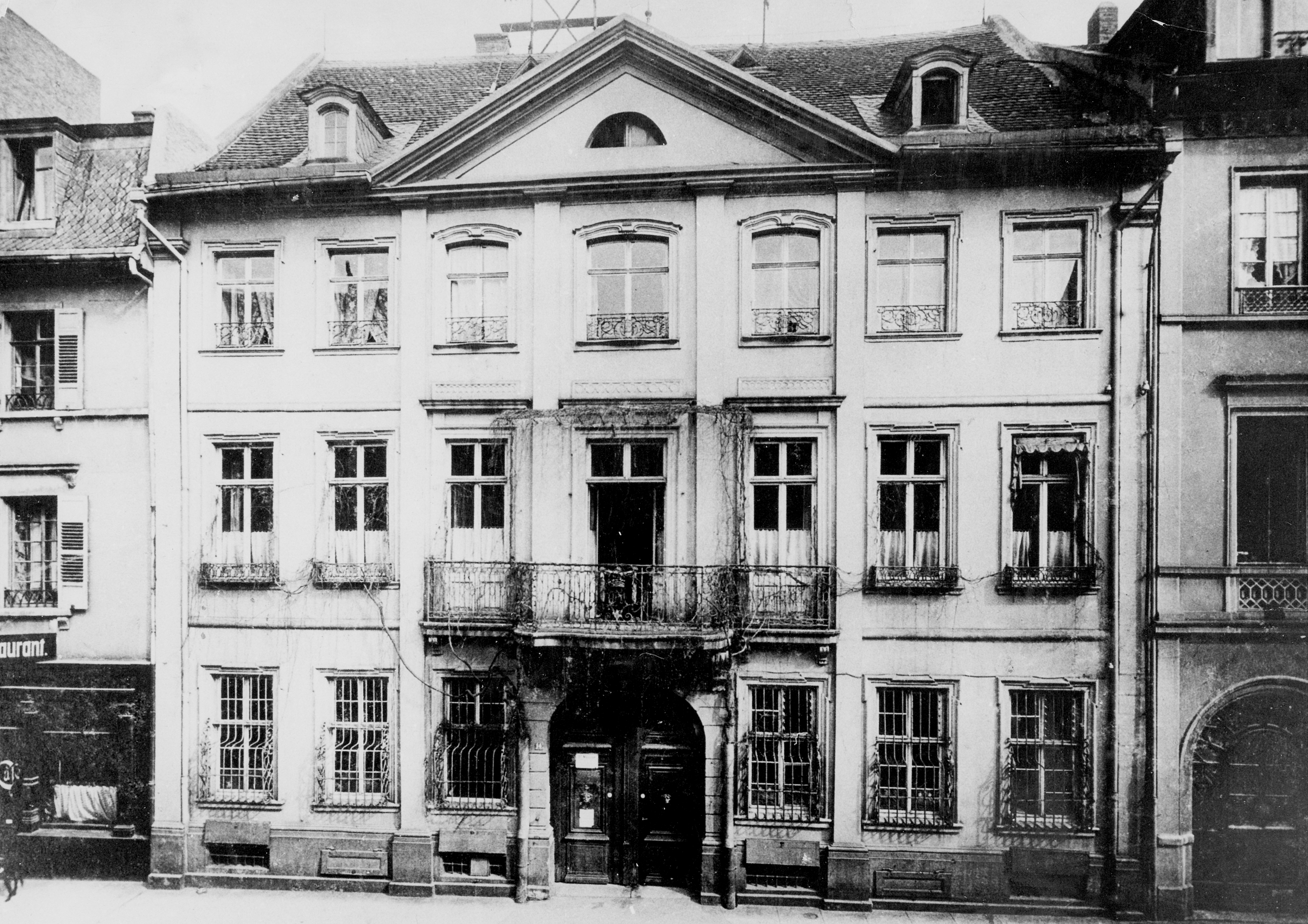
Das Bankhaus „W. H. Ladenburg & Söhne“ um 1907

Ladenburg erlebte in den Jahren 1904/1905 noch die Umwandlung seines Bankhauses zur Süddeutschen Disconto-Gesellschaft, deren Aufsichtsratsvorsitz er übernahm, bis er diesen an seinen Schwiegersohn Ernst Bassermann abgab. Diese neue Gesellschaft war ein Ableger der Deutschen Disconto-Gesellschaft, die 1929 in die Deutsche Bank überging.
Er war Gesellschafter und Aufsichtsratsmitglied zahlreicher lokaler und regionaler Unternehmen. So war er beispielsweise Gesellschafter der Dr. H. Haas’schen Buchdruckerei, Herausgeberin des Mannheimer Generalanzeigers und Aufsichtsratsvorsitzender der 1870 von ihm mit gegründeten Badischen Bank (heute: Baden-Württembergische Bank), der Alkali-Werke Westeregeln, der Rheinischen Elektrizitätsgesellschaft, der Badischen Rück- und Mitversicherungsgesellschaft (später Frankona), der Zellstoff-Fabrik Waldhof, des Vereins Deutscher Oelfabriken, der Badischen Gesellschaft für Zuckerfabrikation (heute: Südzucker AG). Außerdem war er Aufsichtsratsmitglied der Süddeutschen Jute-Industrie, der Süddeutschen Eisenbahn-Gesellschaft in Darmstadt, der Schuckert-Gesellschaft in Nürnberg, der Badischen Assekuranz-Gesellschaft, der Vita-Versicherungsgesellschaft (später Hamburg-Mannheimer), der Mannheimer Dampfschleppschiffahrts-Gesellschaft und anderer Unternehmen.
Von 1864 bis 1909 war Ladenburg Mitglied der Handelskammer, ab 1868 war er einer der ersten Handelsrichter.
Auch politisch war Ladenburg aktiv: In der Nationalliberalen Partei nahm er eine führende Position ein. Die Stadt Mannheim entsandte ihn 1887–1891 und 1893–1897 als Abgeordneten in den badischen Landtag. Hierzu sagt Florian Waldeck: „Im Parlament hat er nicht oft das Wort ergriffen, wenn es aber geschah, so waren seine Darlegungen erfüllt von dem Geist des erfahrenen Mannes, der einer der besten Kenner unseres Wirtschaftslebens war.“ Außerdem gehörte Ladenburg über Jahre dem Mannheimer Bürgerausschuss an.
Anlässlich der Goldenen Hochzeit stiftete das Ehepaar Ladenburg am 11. Mai 1909 dem Mannheimer Frauenverein 100.000 Mark zur Errichtung eines Damen-Heims im ehemaligen Großherzoglichen Institut.
Am 4. Oktober 1909 erlag Ladenburg in Mannheim einem Schlaganfall. Er ist mit seiner Ehefrau auf dem jüdischen Friedhof Mannheim begraben (Feld C II Fam, Reihe 01, Grab 03).

## Ehrungen
- Anlässlich des Stadtjubiläums im Jahr 1907 wurde Ladenburg als erster Jude zum Ehrenbürger ernannt.[2]
- Seit 1909 gibt es – nach einer zeitweiligen Umbenennung während des Nazi-Regimes – in Mannheim-Neuostheim noch immer die nach dem Mannheimer Ehrenbürger benannte Karl-Ladenburg-Straße.
- Zum 100-jährigen Bestehen des Bankhauses im Jahr 1885 ernannte ihn Großherzog Friedrich I. zum Kommerzienrat, später folgte die Ernennung zum Geheimen Kommerzienrat.

## Orden und Ehrenzeichen
- Kaiserlich österreichischer Orden der Eisernen Krone (ca. 1874), mit dem in Österreich die Verleihung des erblichen Adelsstandes verbunden war